# كيفن وارد (لاعب دوري الرغبي)
كيفن وارد (بالإنجليزية: Kevin Ward)‏ هو لاعب دوري الرغبي أسترالي، ولد في 5 أغسطس 1957 في ويكفيلد في المملكة المتحدة.